# Премія Багутта

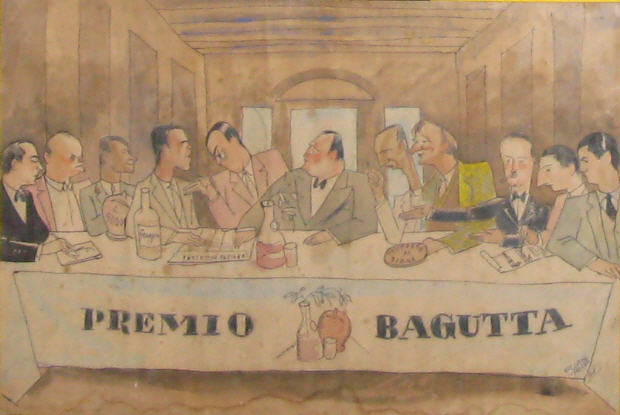
Шарж на засновників премії Багутта

Премія Багутта (італ. Premio Bagutta) — літературна премія, заснована в Мілані 11 листопада 1926 року.
Ідея про заснування премії народилася в ресторані Альберто Пепорі на Вія Багутта в Мілані, в якому частими відвідувачами були представники творчої інтелігенції. Навколо одного з них, письменника Ріккардо Баккеллі, утворився гурток однодумців. Тут за обідами і вечерями вони обговорювали події літературного життя. Ті, хто спізнились або не з'явилися, платили штраф. Спочатку ці кошти витрачалися на різні потреби компанії, але потім з'явилася ідея заснувати літературну премію.
Ввечері 11 листопада 1926 року, напередодні дня Святого Мартіна, 11 відвідувачів — Ріккардо Баккеллі, Оріо Вергані, Адольфо Франкі, Паоло Монеллі, Джино Скарпа, Маріо Веллані Маркі, Оттавіо Стеффеніні, Луїджі Бонеллі, Маріо Алессандріні, Антоніо Веретті і Антоніо Ніккомеді, заснували літературну премію, утворивши перше журі. Із засновників двоє були журналістами, двоє художниками, один юристом, один драматургом, троє письменниками і один денді. Премія отримала назву за місцем свого заснування.
Крім Ріккардо Баккеллі і Паоло Монеллі, інші засновники, які співпрацювали з журналом «Літературний ярмарок», створеним і керованим Умберто Фракк'я, не були відомі широкій публіці.
Від самого заснування премії, вона мала незалежний характер. З цієї причини, не бажаючи підкорятися тиску з боку фашистського режиму, з 1937 по 1946 рік премію не присуджували.
Статут премії, записаний Адольфо Франкі на аркуші паперу («жовта картка»), незабаром був розміщений на стіні в залі ресторану. В журналі «Літературний ярмарок» було дано оголошення про заснування премії для виданих в Італії протягом року творів поезії, художньої та наукової прози.
Президентами премії були Ріккардо Баккеллі, Еміліо Тадіні, Маріо Солдаті. З 2005 року президентом премії є письменник Ізабелла Боссі Федріготті.

## Список лауреатів премії Багутта

### 1920-ті роки
| Рік  | Лауреат                                  | Область   | Книга                                       | Видавництво            | Виноска |
| ---- | ---------------------------------------- | --------- | ------------------------------------------- | ---------------------- | ------- |
| 1927 | Джованні Баттіста Анджолетті (1896-1961) | Ломбардія | «Судний день» Il giorno del giudizio (1927) | Турин, Ribert          | [ 1 ]   |
| 1928 | Джованні Коміссо (1895-1969)             | Венеція   | «Люди моря» Gente di mare (1928)            | Мілан, Fratelli Treves | [ 2 ]   |
| 1929 | Вінченцо Кардареллі (1887-1959)          | Лаціо     | «Пекуче сонце» Il sole a picco (1929)       | Мілан, Mondadori       | [ 3 ]   |

### 1930-ті роки
| Рік  | Лауреат                         | Область   | Книга                                                   | Видавництво            | Виноска |
| ---- | ------------------------------- | --------- | ------------------------------------------------------- | ---------------------- | ------- |
| 1930 | Джино Рокка (1891-1941)         | Ломбардія | «Останні були першими» Gli ultimi furono i primi (1930) | Мілан, Fratelli Treves | [ 4 ]   |
| 1931 | Джованні Тітта Роза (1891-1972) | Абруццо   | «Отвір в стіні» Il varco nel muro (1931)                | Ланчано, Carabba       | [ 5 ]   |
| 1932 | Леоніда Репачі (1898-1985)      | Калабрія  | «Історія братів Рупе» Storia dei fratelli Rupe (1932)   | Мілан, Ceschina        | [ 6 ]   |
| 1933 | Рауль Радіче (1902-1988)        | Ломбардія | «Смішне життя Корінни» Vita comica di Corinna (1933)    | Мілан, Ceschina        | [ 7 ]   |
| 1934 | Карло Еміліо Ґадда (1893-1973)  | Ломбардія | «Замок в Удіні» Il castello di Udine (1934)             | Флоренція, Solaria     | [ 8 ]   |
| 1935 | Енріко Саккетті (1877—1967)     | Тоскана   | «Життя художника» Vita di artista (1935)                | Мілан, Fratelli Treves | [ 9 ]   |
| 1936 | Сильвіо Негро (1897-1959)       | Венеція   | «Малий Ватикан» Vaticano minore (1936)                  | Мілан, Hoepli          | [ 10 ]  |

### 1940-і роки
| рік   | лауреат                                          | область   | книга                                                 | видавництво     | виноска |
| ----- | ------------------------------------------------ | --------- | ----------------------------------------------------- | --------------- | ------- |
| 1947  | Даріо Ортолані (1903—1980)                       | Венеція   | «Біле сонце» Il sole bianco (1947)                    | Мілан, Garzanti | [ 11 ]  |
| 1 948 | П'єр Антоніо Кварантотті Гамбіні (1910—1965)     | П'ємонт   | «Крейсерська хвиля» L'onda dell'incrociatore (1948)   | Турин, Einaudi  | [ 12 ]  |
| 1949  | Джуліо Конфалоньєрі (1896—1972)                  | Ломбардія | «Ув'язнення художника» Prigionia di un artista (1949) | Мілан, Genio    | [ 13 ]  |
| 1949  | Гуальтьєрі з Сан-Лацаро Gualtieri di San Lazzaro |           | «Париж був живий» Parigi era viva                     | Мілан, Garzanti |         |

### 1950-ті роки
| Рік  | Лауреат                           | Область        | Книга                                                         | Видавництво       | Виноска |
| ---- | --------------------------------- | -------------- | ------------------------------------------------------------- | ----------------- | ------- |
| 1950 | Віталіано Бранкаті (1907-1954)    | Сицилія        | «Красень Антоніо» (1950)                                      | Мілан, Bompiani   | [ 14 ]  |
| 1951 | Індро Монтанеллі (1909-2001)      | Тоскана        | «Малий пантеон» Pantheon minore (1951)                        | Мілан, Longanesi  | [ 15 ]  |
| 1952 | Франческо Серантіні (1889-1978)   | Емілія-Романья | «Таверна балакучого кота» L'osteria del gatto parlante (1952) | Мілан, Garzanti   | [ 16 ]  |
| 1953 | Леонардо Боргезе (1904-1986)      | Ломбардія      | «Перша любов» Primo amore (1953)                              | Мілан, Garzanti   | [ 17 ]  |
| 1954 | Джузеппе Маротта (1902-1963)      | Кампанія       | «Давай подивимося» Coraggio, guardiamo (1954)                 | Мілан, Bompiani   | [ 18 ]  |
| 1955 | Альфонсо Гатто (1909-1976)        | Кампанія       | «Сила очей» La forza degli occhi (1955)                       | Мілан, Mondadori  | [ 19 ]  |
| 1956 | Джузеппе Ланца (1900-1988)        | Сицилія        | «Червоне на озері» Rosso sul lago (1956)                      | Болонья, Cappelli | [ 20 ]  |
| 1957 | П'єр Анджело Сольдіні (1910-1974) | П'ємонт        | «Сонце і прапори» Sole e bandiere (1957)                      | Мілан, Ceschina   | [ 21 ]  |
| 1958 | Лоренцо Монтано (1893-1958)       | Венеція        | «Крок людини» A passo d ' uomo (1958)                         | Падуя, Rebellato  | [ 22 ]  |
| 1959 | Італо Кальвіно (1923-1985)        | Тоскана        | «Оповідання» Racconti (1959)                                  | Турин, Einaudi    | [ 23 ]  |

### 1960-ті роки
| Рік  | Лауреат                       | Область               | Книга                                                           | Видавництво          | Виноска |
| ---- | ----------------------------- | --------------------- | --------------------------------------------------------------- | -------------------- | ------- |
| 1960 | Енріко Емануеллі(1909-1967)   | Ломбардія             | «Один в Нью-Йорку» Uno di New York (1960)                       | Мілан, Mondadori     | [ 24 ]  |
| 1960 | Антоніо Бароліні (1910-1971)  | Венеція               | «Кротонські елегії» Elegie di Croton (1960)                     | Мілан, Feltrinelli   | [ 25 ]  |
| 1961 | Джорджо Віголо (1894-1983)    | Лаціо                 | «Римські ночі» Le notti romane (1961)                           | Мілан, Bompiani      | [ 26 ]  |
| 1962 | Джузеппе Дессі (1909-1977)    | Сардинія              | «Дезертир» (1962)                                               | Мілан, Feltrinelli   | [ 27 ]  |
| 1963 | Оттьєро Оттьєрі (1924-2002)   | Лаціо                 | «Готична лінія» La linea gotica (1963)                          | Мілан, Bompiani      | [ 28 ]  |
| 1964 | Томмазо Ландольфі (1908-1979) | Лаціо                 | «Ніщо не відбувається» Rien va (1964)                           | Флоренція, Vallecchi | [ 29 ]  |
| 1965 | Бьяджо Марін (1891-1985)      | Фріулі-Венеція-Джулія | «Час не на морі» Il non tempo del mare (1965)                   | Мілан, Mondadori     | [ 30 ]  |
| 1966 | Манліо Канконьї (нар. 1916)   | Емілія-Романья        | «Лінія з Томорі» (1966)                                         | Мілан, Mondadori     | [ 31 ]  |
| 1967 | Прімо Леві (1919-1987)        | П'ємонт               | «Природні історії» (1967)                                       | Турин, Einaudi       | [ 32 ]  |
| 1968 | П'єро К'яра (1913-1986)       | Ломбардія             | «Дурень» (1968)                                                 | Мілан, Mondadori     | [ 33 ]  |
| 1969 | Нікколо Туччі (1908-1999)     | Тоскана               | «Атланти: боги і напівбоги» Gli atlantici: dei e semidei (1969) | Мілан, Garzanti      | [ 34 ]  |

### 1970-ті роки
| Рік  | Лауреат                                           | Область   | Книга                                                              | Видавництво          | Виноска |
| ---- | ------------------------------------------------- | --------- | ------------------------------------------------------------------ | -------------------- | ------- |
| 1970 | Альберто Віджевані(1918-1999)                     | Ломбардія | «Винахід» L invenzione (1970)                                      | Флоренція, Vallecchi | [ 35 ]  |
| 1971 | П'єро Ґадда Конті (1902-1999)                     | Ломбардія | «Страх» La paura (1971)                                            | Мілан, Ceschina      | [ 36 ]  |
| 1972 | Анна Банті (1895-1985)                            | Тоскана   | «Пишу вам з далекої країни» Je vous écris d'un pays lontain (1972) | Мілан, Mondadori     | [ 37 ]  |
| 1973 | Серджо Сольмі (1899-1981)                         | П'ємонт   | «Медитація на скорпіона» Meditazione sullo scorpione (1973)        | Мілан, Adelphi       | [ 38 ]  |
| 1974 | Джанні Челаті (нар. 1937)                         | Ломбардія | «Пригоди Ґвіццарді» (1974)                                         | Турин, Einaudi       | [ 39 ]  |
| 1975 | Енцо Форчелла(1921-1999)                          | Лаціо     | «Святкування тридцятиріччя» Celebrazione di un trentennio (1975)   | Мілан, Mondadori     | [ 40 ]  |
| 1976 | Маріо Сольдаті (1906-1999)                        | П'ємонт   | «Криве дзеркало» Lo specchio inclinato (1976)                      | Мілан, Mondadori     | [ 41 ]  |
| 1977 | Сандро Пенна Sandro Penna (1906-1977)             | Умбрія    | «Дивацтва» Stranezze (1977)                                        | Мілан, Garzanti      | [ 42 ]  |
| 1978 | Карло Кассола Carlo Cassola (1917-1987)           | Лаціо     | «Людина та собака» L'uomo e il cane (1978)                         | Мілан, Rizzoli       | [ 43 ]  |
| 1979 | Маріо Рігоні Стерн Mario Rigoni Stern (1921-2008) | Венеція   | «Історія Тьонле» Storia di Tönle (1979)                            | Турин, Einaudi       | [ 44 ]  |

### 1980-ті роки
| Рік  | Лауреат                       | Область               | Книга                                                                      | Видавництво        | Виноска |
| ---- | ----------------------------- | --------------------- | -------------------------------------------------------------------------- | ------------------ | ------- |
| 1980 | Джованні Макк'я (1912-2001)   | Апулія                | «Ангел ночі» L angelo della notte (1980)                                   | Мілан, Rizzoli     | [ 45 ]  |
| 1981 | П'єтро Читаті (нар. 1930)     | Тоскана               | «Коротке життя Катерини Мансфілд» Breve vita di Katherine Mansfield (1981) | Мілан, Rizzoli     | [ 46 ]  |
| 1982 | Вітторіо Серені (1913-1983)   | Ломбардія             | «Музикант із Сен-Меррі» Il musicante di Saint-Merry (1982)                 | Турин, Einaudi     | [ 47 ]  |
| 1983 | Джорджо Бассані (1916-2000)   | Емілія-Романья        | «В риму і без» In rima e senza (1983)                                      | Мілан, Mondadori   | [ 48 ]  |
| 1984 | Наталія Ґінзбурґ (1916-1991)  | Сицилія               | «Сім'я Мандзоні» La famiglia Manzoni (1984)                                | Турин, Einaudi     | [ 49 ]  |
| 1985 | Франческа Дуранті (нар. 1935) | Лігурія               | «Будинок на місячному озері» La casa sul lago della luna (1985)            | Мілан, Rizzoli     | [ 50 ]  |
| 1986 | Леонардо Шаша (1906-1999)     | Сицилія               | «Малі хроніки» Cronachette (1986)                                          | Палермо, Sellerio  | [ 51 ]  |
| 1987 | Клаудіо Магріс (нар. 1939)    | Фріулі-Венеція-Джулія | «Дунай (збірка оповідань)» Danubio (1987)                                  | Мілан, Garzanti    | [ 52 ]  |
| 1988 | Лучано Ерба (1922-2010)       | Ломбардія             | «Метафізичний водій трамвая» Il tranviere metafisico (1988)                | Мілан, Scheiwiller | [ 53 ]  |
| 1989 | Луїджі Менеґелло(1922-2007)   | Венеція               | «Знову!» Bau-sète! (1989)                                                  | Мілан, Rizzoli     | [ 54 ]  |

### 1990-ті роки
| Рік  | Лауреат                             | Область        | Книга                                                                                                 | Видавництво                | Виноска |
| ---- | ----------------------------------- | -------------- | --- | -------------------------- | ------- |
| 1990 | Флер Єггі (нар. 1940)               | Ломбардія      | «Благословенні роки покарання» I beati anni del castigo (1989)                                        | Мілан, Adelphi             | [ 55 ]  |
| 1991 | Лівіо Ґарцанті(1921-2015)           | Ломбардія      | «Жорстокий моряк» La fiera navigante (1990)                                                           | Мілан, Garzanti            | [ 56 ]  |
| 1992 | Джорджо Бокка (1920-2011)           | Ломбардія      | «Провінціал. Шістдесятиріччя італійського життя» Il provinciale. Settant'anni italiana di vita (1991) | Мілан, Mondadori           | [ 57 ]  |
| 1993 | Джованні Джудічі (1924-2011)        | Лігурія        | «Поезія (1953-1990)» Poesie (1953-1990) (1991)                                                        | Мілан, Garzanti            | [ 58 ]  |
| 1994 | Альберто Арбазіно(нар. 1930)        | Ломбардія      | «Брати Італії» Fratelli d'italia (1993)                                                               | Мілан, Adelphi             | [ 59 ]  |
| 1995 | Даніеле Дель Джудіче (нар. 1949)    | Лаціо          | «Знімаючи тінь з землі» Staccando l'ombra da terra (1994)                                             | Турин, Einaudi             | [ 60 ]  |
| 1996 | Рафаелло Бальдіні (1924-2005)       | Емілія-Романья | «Для висновку» Ad nota (1995)                                                                         | Мілан, Mondadori           | [ 61 ]  |
| 1997 | Серджо Ферреро (1926-2008)          | П'ємонт        | «Очі батька» Gli occhi del padre (1996)                                                               | Мілан, Mondadori           | [ 62 ]  |
| 1998 | Джованні Рабоні (1932-2004)         | Ломбардія      | «Вся поезія (1951-1993)» Tutte le poesie (1951-1993) (1998)                                           | Мілан, Garzanti            | [ 63 ]  |
| 1999 | Фабіо Карпі Fabio Carpi (нар. 1925) | Ломбардія      | «Зшитий з клаптів» Patchwork (1998)                                                                   | Турин, Bollati Boringhieri | [ 64 ]  |